# Pedreira, Rande e Sernande
Pedreira, Rande e Sernande (oficialmente: União das Freguesias de Pedreira, Rande e Sernande) é uma freguesia portuguesa do município de Felgueiras, com 6,98 km² de área e 3289 habitantes (censo de 2021). A sua densidade populacional é 471,2 hab./km².
A principal povoação da freguesia é Longra que foi elevada à categoria de vila em 2003-08-26.

## História
Foi constituída em 2013, no âmbito de uma reforma administrativa nacional, pela agregação das antigas freguesias de Pedreira, Rande e Sernande e tem a sede em Pedreira.

## Demografia
A população registada nos censos foi:
| Distribuição da População por Grupos Etários | Distribuição da População por Grupos Etários | Distribuição da População por Grupos Etários | Distribuição da População por Grupos Etários | Distribuição da População por Grupos Etários | Distribuição da População por Grupos Etários |
| -------------------------------------------- | -------------------------------------------- | -------------------------------------------- | -------------------------------------------- | -------------------------------------------- | -------------------------------------------- |
| Antes da agregação                           |                                              |                                              |                                              |                                              |                                              |
| Ano                                          | 0-14 anos                                    | 15-24 anos                                   | 25-64 anos                                   | >= 65 anos                                   | Total                                        |
| 2001                                         | 826                                          | 597                                          | 1806                                         | 349                                          | 3578                                         |
| 2011                                         | 602                                          | 537                                          | 1945                                         | 403                                          | 3487                                         |
| Após a agregação                             |                                              |                                              |                                              |                                              |                                              |
| Ano                                          | 0-14 anos                                    | 15-24 anos                                   | 25-64 anos                                   | >= 65 anos                                   | Total                                        |
| 2021                                         | 394                                          | 440                                          | 1922                                         | 533                                          | 3289                                         |